# Giải thưởng Làn Sóng Xanh 2003

### 10 ca sĩ được yêu thích nhất
Không phân biệt thứ hạng.
| Tên ca sĩ     |
| ------------- |
| Cẩm Ly        |
| Đàm Vĩnh Hưng |
| Đan Trường    |
| Hồng Nhung    |
| Lam Trường    |
| Mỹ Tâm        |
| Phương Thanh  |
| Quang Dũng    |
| Thanh Thảo    |
| Tuấn Hưng     |

### 10 nhạc sĩ có ca khúc được yêu thích nhất
Không phân biệt thứ hạng.
| Tên nhạc sĩ    | Tên ca khúc           | Tên ca sĩ trình bày |
| -------------- | --------------------- | ------------------- |
| Hoài An        | "Tình yêu lung linh"  | Tuấn Hưng           |
| Hữu Tâm        | "Vùng trời bình yên"  | Hồng Ngọc           |
| Lê Quang       | "Trái tim bình yên"   | Đan Trường          |
| Minh Châu      | "Ánh mắt của cha"     | Lam Trường          |
| Quốc An        | "Tình đầu"            | Phương Thanh        |
| Quốc Bảo       | "Còn ta với nồng nàn" | Quang Dũng          |
| Sỹ Luân        | "Mắt nai cha cha cha" | Hồng Ngọc           |
| Trần Huân      | "Họa mi tóc nâu"      | Mỹ Tâm              |
| Tường Văn      | "Tự khúc mùa đông"    | Lam Trường          |
| Võ Thiện Thanh | "Xích lô"             | Mỹ Tâm              |

### Các giải thưởng khác
| Tên giải thưởng                                | Chủ nhân giải thưởng     |
| ---------------------------------------------- | ------------------------ |
| Ca sĩ triển vọng                               | • Quang Vinh • Hồng Ngọc |
| Nhạc sĩ hòa âm được yêu thích nhất             | Vĩnh Tâm                 |
| Phòng thu có nhiều ca Khúc được yêu thích nhất | Viết Tân Studio          |